# (2593) Buryatia

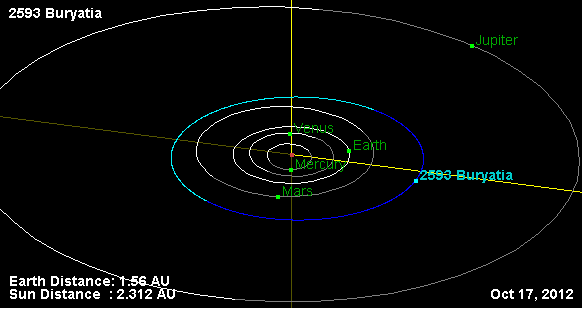
Buryatia, astéroïde de la ceinture principale.

(2593) Buryatia est un astéroïde de la ceinture principale.

## Description
(2593) Buryatia est un astéroïde de la ceinture principale. Il fut découvert le 2 avril 1976 à Naoutchnyï par Nikolaï Tchernykh. Il présente une orbite caractérisée par un demi-grand axe de 2,17 UA, une excentricité de 0,08 et une inclinaison de 0,2° par rapport à l'écliptique.

## Compléments